# Crown Heights
Crown Heights – jednostka osadnicza w Stanach Zjednoczonych, w stanie Nowy Jork, w hrabstwie Dutchess.